# 403

403 foi um ano comum do século V que teve início e terminou a uma quinta-feira, segundo o Calendário Juliano. A sua letra dominical foi D.
| Ano completo                        |
| ----------------------------------- |
| Ano comum com início à quinta-feira |